# Dodge Aries
Les Plymouth Reliant et Dodge Aries ont été introduites en 1981 en tant que premières " K-cars ", fabriquées et commercialisées par la Chrysler Corporation . Les Reliant et Aries ont été fabriquées à Newark, dans le Delaware , à Détroit, au Michigan et à Toluca, au Mexique. 
Le Reliant a remplacé la Plymouth Volaré / Road Runner.  L'Aries a remplacé la Dodge Aspen.  Bien que sa taille extérieure soit similaire à celle d'une voiture compacte , le volume intérieur de la Reliant lui conférait une désignation de taille moyenne de la part de l'EPA.  L'Aries a été vendue comme Dart au Mexique . 
Le Reliant et Aries ont été sélectionnés ensemble par le magazine Motor Trend  comme voiture de l'année en 1981 et ont été vendues à près d'un million d'Aries et 1,1 million de Reliant sur les neuf années de commercialisation. 

## Histoire
L'Aries et la Reliant ont été commercialisées à partir de 1981, Chrysler ajoutant un emblème «K» à l'arrière de chacun d'eux peu après leur introduction.  La Reliant était disponible en version coupé, en berline à 4 portes ou en break à 4 portes, en trois versions différentes : base, Custom et SE ("Édition Spéciale"). Les breaks ne sont disponibles qu'en version Custom ou SE.  Contrairement à beaucoup de voitures compactes, les K-cars ont conservé les banquettes traditionnelles à l'avant et à l'arrière.  La Reliant était propulsée par un nouveau moteur à 4 cylindres SOHC de 2.2 litres, mais aussi d'un 2.6L de Mitsubishi en option (ce moteur comportait également des chambres de combustion hémisphériques, et tous les modèles de 1981 équipés de ce dernier comportaient des insignes "HEMI" sur les ailes avant).  Les ventes initiales ont été bonnes, la Reliant et l'Aries ayant été vendues chacune à plus de 150 000 unités en 1981. 

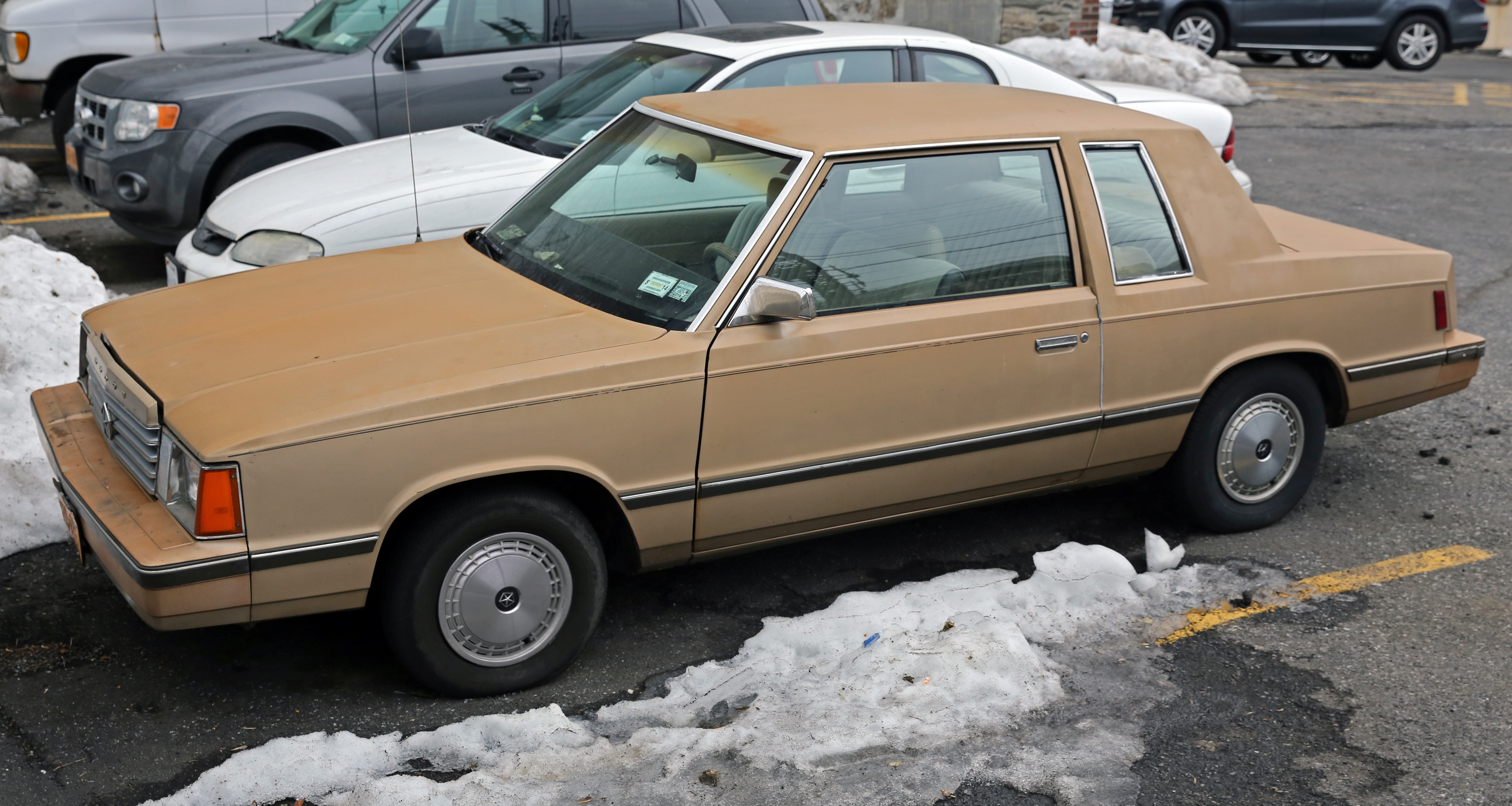
Coupé Dodge Aries 1982-1984

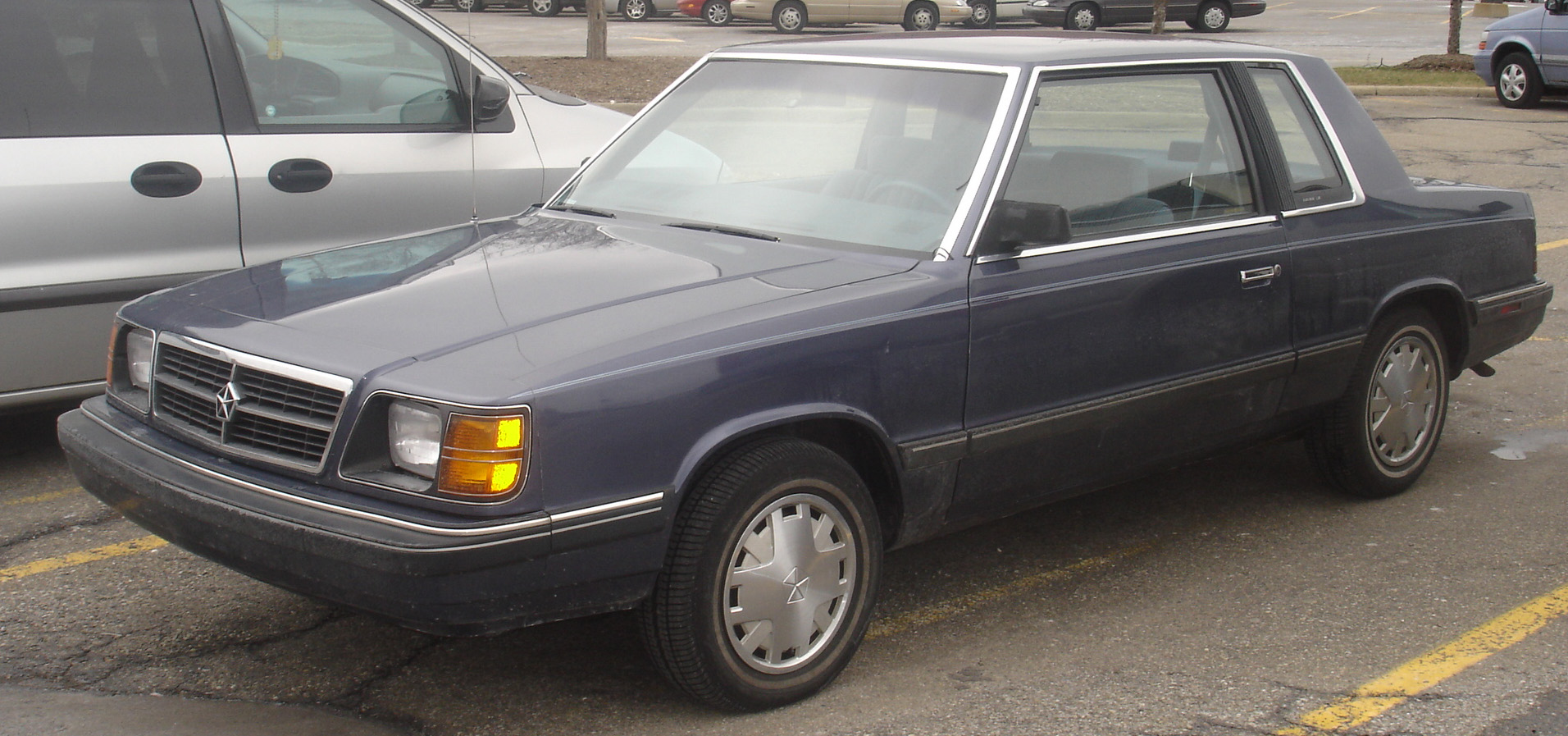
1985-1989 Dodge Aries coupé

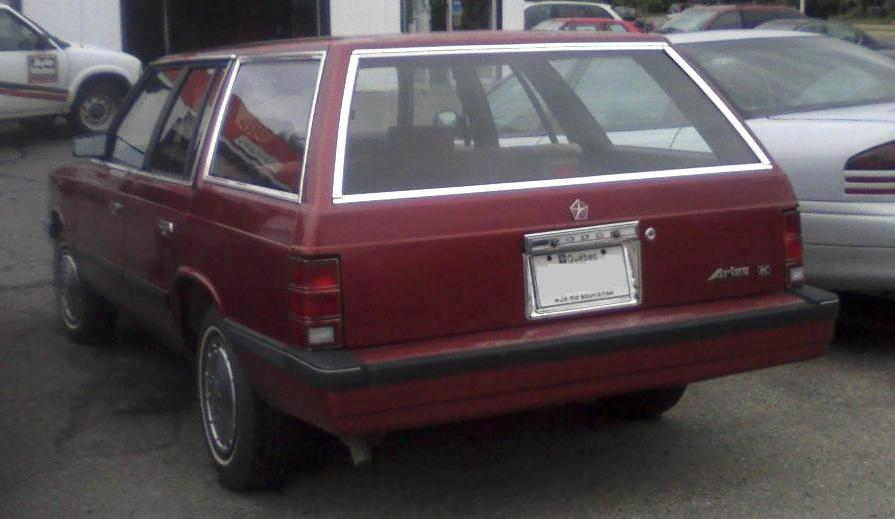
1986-1988 Dodge Aries Break

Les changements apportés en 1982 comprenaient un nouvel ornement de capot, par des vitres de portes arrière rabattables des pop-outs à quart, un capot contrebalancé et un couvercle de soupape peint en noir sur le moteur de 2,2 litres (par rapport à l'ancien bleu).  En 1984, l'ornement de capot a été retiré et le Chrysler Pentastar déplacé sur la calandre.  En outre, les feux arrière ont reçu une garniture chromée et l'intérieur a reçu un nouveau groupe d'instruments noirs à jauges rondes.  Les premiers changements importants ont eu lieu en 1985, lorsque les K-cars ont reçu un nouveau carénage frontal comportant une nouvelle calandre Plymouth pour la Reliant ou une grille calandre en croix pour l'Aries (respectivement pour Plymouth et Dodge) et un nouveau carénage arrière doté de feux à cinq sections.  Une nouvelle ligne de finition, la gamme supérieure LE ("Luxury Edition"), a été ajoutée (elle a également remplacé la version Custom du break). 
Les modifications du groupe motopropulseur en 1986 comprenaient le remplacement du carburateur du 2.2L par un nouveau système d’injection électronique, tandis qu’un nouveau 2.5L à quatre cylindres, également à injection, a été ajouté à la liste des options, en remplacement du 2.6L Mitsubishi. La transmission manuelle à quatre vitesses , auparavant proposée en équipement standard, a été abandonnée.

## Production
| Année | Unités  |
| 1981  | 155 799 |
| 1982  | 104 699 |
| 1983  | 112 599 |
| 1984  | 120 099 |
| 1985  | 117 999 |
| 1986  | 97 368  |
| 1987  | 99,299  |
| 1988  | 111 399 |
| 1989  | 59 199  |
| Total | 978 460 |
| ----- | ------- |

| Année | Unités    |
| 1981  | 151 637   |
| 1982  | 139 223   |
| 1983  | 146 562   |
| 1984  | 152 183   |
| 1985  | 136 738   |
| 1986  | 123 007   |
| 1987  | 103 949   |
| 1988  | 125 307   |
| 1989  | 36 012    |
| Total | 1 114 618 |
| ----- | --------- |

## Niveaux d'équipement
- Base: 1981-1987
- Custom: 1981-1984
- SE: 1981-1986
- LE: 1985-1989
- America: 1988-1989

## Dans la culture populaire
- La chanson du groupe canadien Barenaked Ladies " If I Had $1000000 " comprend les paroles " Si j'avais un million de dollars, Je t'achèterais une K-car ".
- Le groupe de rock américain Relient K tient son nom de la Plymouth Reliant, son guitariste Matt Hoopes en ayant possédée une au lycée[1].
- La vidéo du deuxième succès de Nickelback , " Too Bad " de leur album de 2001, Silver Side Up, mettait en vedette une Plymouth Reliant et une Dodge Aries (selon le plan).  Bien que la vidéo semble être la même tout au long de la vidéo, les différences de modèle sont évidentes à certains moments.
- Dans le film Adventureland , la famille du protagoniste possède une Dodge Aries, que le protagoniste endommage dans un accident.
- Dans La Folle Journée de Ferris Bueller , Ed Rooney conduit une berline Plymouth Reliant.
- La voiture d'Homer Simpson dans Les Simpson, est largement inspirée de la Plymouth Reliant.
- Dans le film Souviens-toi... l'été dernier, le personnage de Julie conduit une Dodge Aries 1987.